# Rue Sainte-Anastase
Rue Sainte-Anastase je ulice v Paříži v historické čtvrti Marais. Nachází se ve 3. obvodu.

## Poloha
Ulice vede od křižovatky s Rue de Turenne a končí na křižovatce s Rue de Thorigny.

## Historie
Ulice byla otevřena stejně jako okolní v roce 1620. Již od počátku se nazývala Rue Sainte-Anastase podle špitálu řádových sester Saint-Gervais, kterým se také říkalo Sainte-Anastase.
Ministerskou vyhláškou ze dne 30. srpna 1799 byla šířka ulice stanovena na 8 metrů. Tato šířka byla na základě královského nařízení z 31. března 1835 zvýšena na 10 metrů.

## Zajímavé objekty
- dům č. 1: palác vlastnil otec architekta Libérala Bruanta, po něm jej držel v majetku Nicolas Rollot a posléze Jacques Dupille
- dům č. 3: v domě bydlel Henri Darracq, odbojář popravený v roce 1941
- dům č. 10: v domě bydlel Georges Dudach, odbojář popravený v pevnosti Mont Valérien v roce 1942
- dům č. 14: Louis de Coulanges zde zemřel v roce 1675
- dům č. 22: dům vlastnil hudební skladatel François Couperin